# Zona Oeste de São Paulo

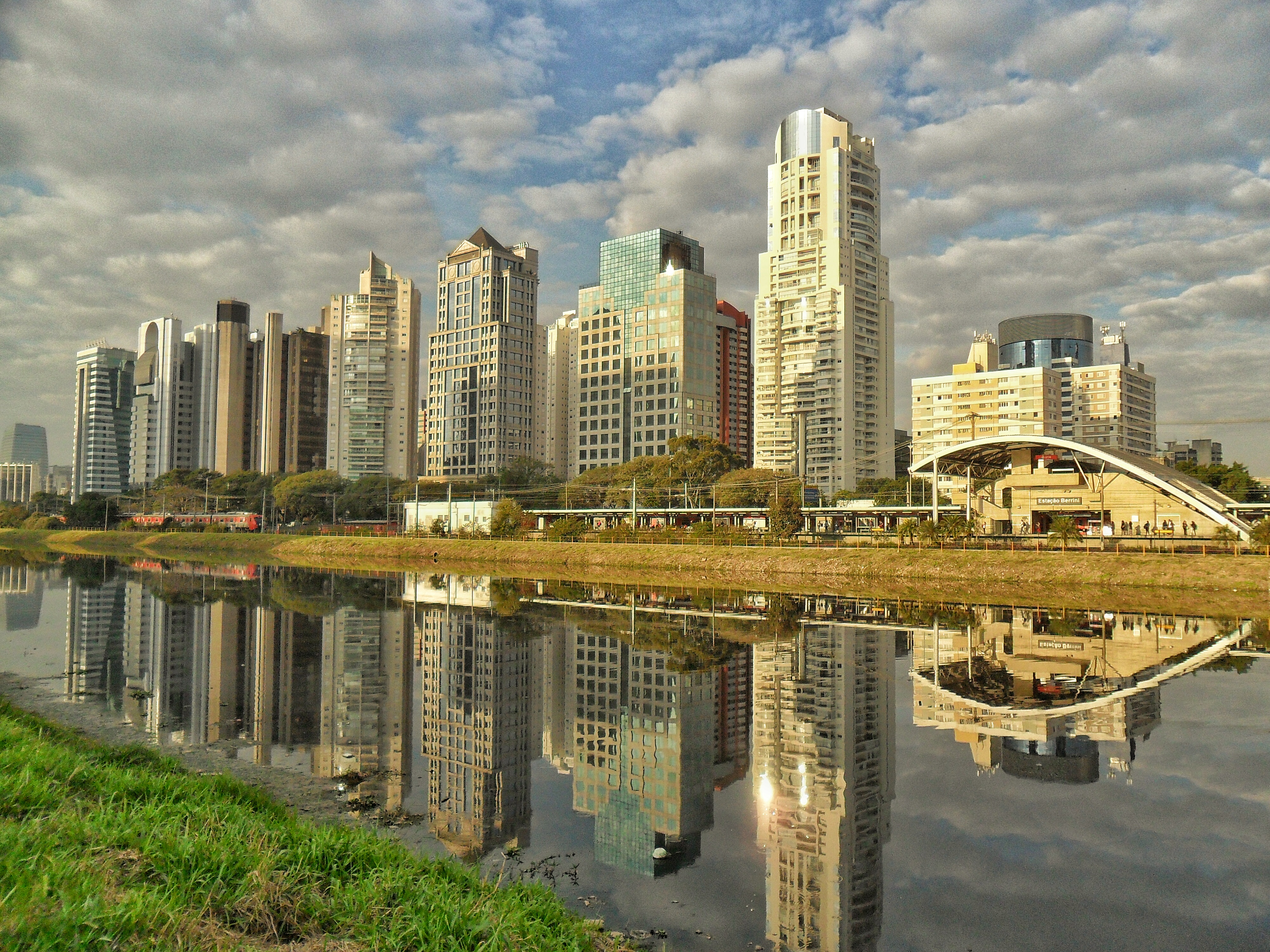
Vista de la ciudad de Pinheiros

La Región Oeste de São Paulo (en portugués Região Oeste de São Paulo) es una región administrativa establecida por el gobierno municipal de la ciudad de São Paulo, abarcando las subprefecturas de Lapa, Pinheiros y Butantã. De acuerdo con el censo de 2000, tiene una población de 888.623 habitantes y una renta media por habitante de R$ 2.174,55.